# Poranthera drummondii
Poranthera drummondii là một loài thực vật có hoa trong họ Diệp hạ châu. Loài này được Klotzsch miêu tả khoa học đầu tiên năm 1848.